# Yunus Akgün
Yunus Akgün, född 7 juli 2000 i Istanbul, är en turkisk fotbollsspelare som spelar för Galatasaray och Turkiets landslag.

## Karriär
Akgün inledde sin seniorkarriär i Galatasaray 2018. 2023 blev han utlånad till Leicester City. 
Han har sedan 2015 representerat Turkiets landslag på flera juniornivåer. 2022 debuterade för det turkiska A-landslaget. Han medverkade i EM i fotboll 2024.